# Terra de Areia
Terra de Areia es un municipio brasileño situado en el estado de Rio Grande do Sul. Tiene una población estimada, en 2021, de 11 323 habitantes.
Está ubicado a una latitud de 29º35'07" sur y una longitud de 50º04'15" oeste, a una altitud de 13 metros sobre el nivel del mar.
Ocupa una superficie de 142,30 km².
Hoy Terra da Areia es conocida en el estado como la capital del ananá, debido a la gran producción de esta fruta, que es distribuida en las principales ciudades de Rio Grande do Sul, de otros estados y hacía el exterior. Además de esta fruta, en las sierras son cultivadas bananas, caña de azúcar, maíz y porotos. La economía del municipio también se basa en la ganadería.